# 로열에인절피시

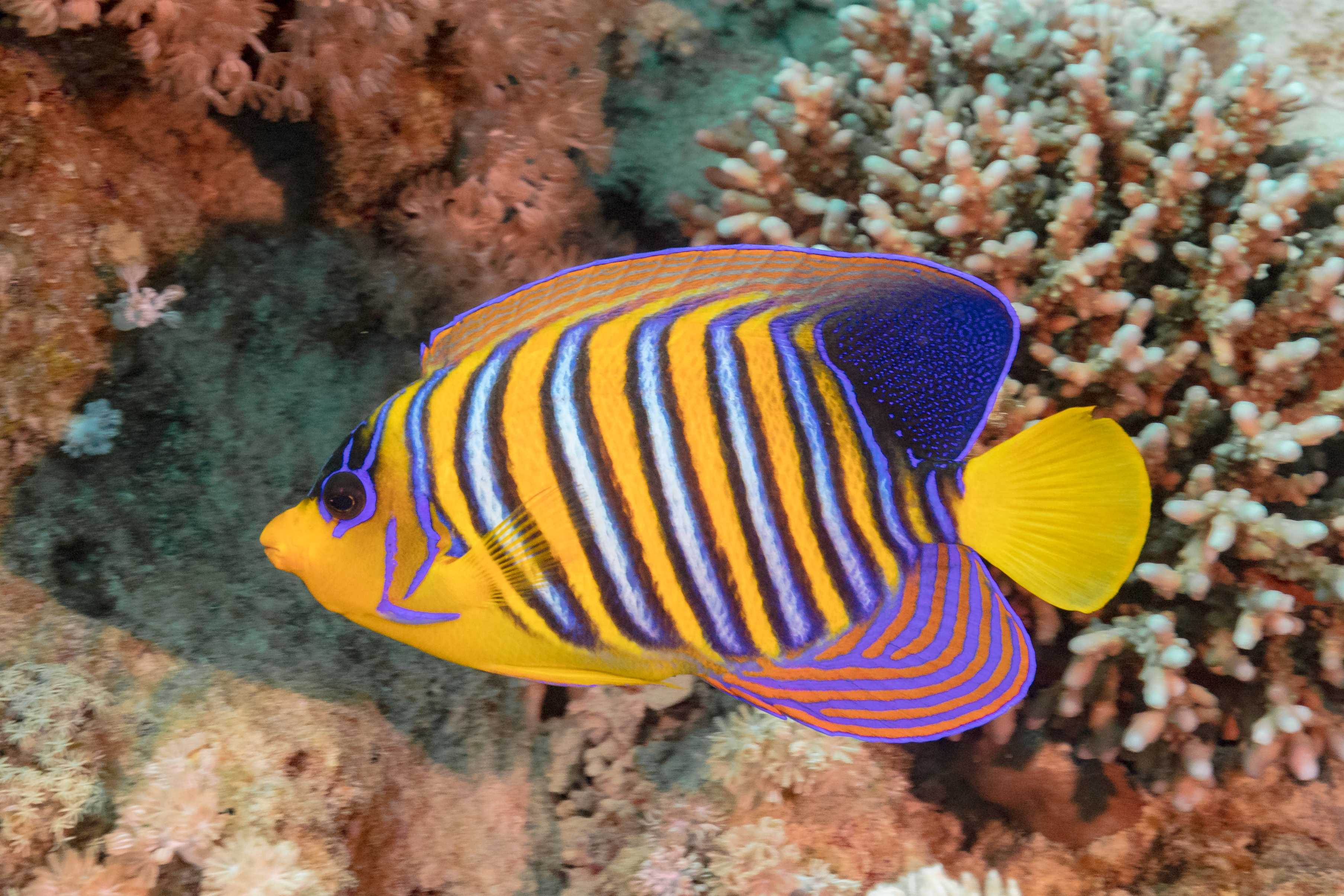

로열에인절피시(Royal angelfish, 학명: Pygoplites diacanthus) 또는 리갈에인절피시(regal angelfish)는 청줄돔과 조기어류의 일종이다. 열대 인도-태평양 바다에서 발견된다. 최대 25cm(9.8인치)까지 자랄 수 있다.

## 설명
로열에인절피시의 몸은 적당히 길며 매우 압축되어 있다. 전안와골은 볼록하고 강한 가시가 없다. 수술 전 부위에 비스듬히 눈에 띄는 가시가 1개 있다. 아가미 뚜껑 사이뼈의 복부 가장자리는 매끄럽다. 눈은 말단의 입과 함께 적당히 작다. 입도 길쭉하다. 최대 길이는 25.0cm(9.8인치)이다. 총 14개의 등가시와 17~19개의 부드러운 등가시가 있다. 이들은 3개의 항문 가시와 17-19개의 항문 연조를 가지고 있다. 또한 가슴지느러미 기조는 16~17개이다. 꼬리지느러미는 둥글다. 이 물고기의 정확한 색상은 지역적 차이가 발생할 수 있으므로 달라질 수 있으며, 특히 인도양, 홍해 및 남태평양의 개체군에서 가장 두드러진다. 그러나 공통점은 좁은 청백색과 주황색 줄무늬로 가장자리가 좁고 뒤쪽으로 기울어져 있는 몸체이다. 등지느러미의 뒤쪽 부분은 검은색 또는 파란색이며 파란색 점들이 빽빽하게 자리잡고 있으며, 뒷지느러미의 뒤쪽 부분에는 몸 윤곽선과 평행하게 이어지는 노란색과 파란색 띠가 번갈아 가며 있다. 꼬리지느러미는 노란색이다. 어린 새끼는 부드러운 등지느러미의 기부 부분에 커다란 검은 점이 있는 색을 띠고 있다. 그들은 15년을 산 것으로 보고됐다.
최근 연구에 따르면 이 물고기는 두 가지 변종으로 구성되어 있으며 변종은 크리스마스섬에서 잠재적으로 혼성화되는 것으로 나타났다.